# Ons Heemecht
Ons Hemecht, ili D'Uelzecht je himna Velikog Vojvodstva Luksemburg. Himna potječe iz 19. stoljeća. Riječi je napisao Michel Lentz (1820-1893), a glazbu Jean Antoine Zinnen (1827-1898).

## Tekst himne
```
  Wou d'Uelzécht durech d'Wisen zéit, duurch d'Fielsen d'Sauer brécht,
  Wou d'Rief laanscht d'Musel dofteg bléit, den Dummel Wäin ons mécht,
  Dat as onst Land, fir dat mir géif heinidden alles won,
  Onst Hemechtsland, dat mir sou déif an onsen Hierzer dron.
  
  An séngem donkle Bëscherkranz vum Fridde stëll bewaacht,
  Sou ouni Pronk an deire Glanz gemittlech léif et laacht;
  Vollek frou sech soë kann, an 't si keng eidel Dreem:
  Wéi wunnt et sech sou heemlech dran, wéi as 't sou gutt doheem!
  
  Gesank, Gesank vu Bierg an Dall, an der Äärd, déi äis gedron!
  D'Léift huet en treie Widderhall a jidder Broscht gedon.
  Fir d'Hemecht as keng Weis ze schéin; all Wuert, dat vun er klénkt,
  Gräift äis an d'Séil wéi Himmelstéin, an d'A wéi Feier blénkt.
  
  O Du do uewen, Deem séng Hand duurch d'Welt d'Natioune leet,
  Behitt Du d'Lëtzebuerger Land vu frieme Joch a Leed!
  Du hues ons all als Kanner schon de fräie Geescht jo gin,
  Looss viru blénken d'Fräiheetssonn, déi mir sou laang gesin!
```

U službenim prigodama, pjevaju se samo 1. i 4. kitica.

## Vanjske poveznice
- Audio stream of 'Ons Hemecht'